# Berilovac
Berilovac (cyr. Бериловац) – wieś w Serbii, w okręgu pirockim, w mieście Pirot. W 2011 roku liczyła 1838 mieszkańców.